# True Blue
"True Blue" („Истинско Синьо“) е третият албум на американската певица и текстописка Мадона, издаден на 30 юни 1986 от Sire Records. Мадона работила със Стивън Брей и Патрик Ленърд и е съавтор на почти всички песни. Смятан за нейния най-момичешки албум, True Blue засяга теми за любовта, работата, мечтите, както и разочарованията, и бил вдъхновен от тогавашния ѝ съпруг, Шон Пен, на когото тя посвещава албума. В музикално отношние, песните от албума поемат различна посока от предишните ѝ усилия, въплъщавайки класическа музика, целящо да привлече и по-възрастна аудитория, която била скептично настроена към музиката ѝ, и също включва китари, ударни, синтезатори и кубински ударни инструменти. В албума влизат теми като любовта, свободата и, както със случая с "Papa Don't Preach" („Татко, не ми опявай“) – за бременността при младите момичета.
След издаването си "True Blue" получава смесени оценки от критиците. Някои от тях я поздравяват за това, че е създала един велик денс-поп албум, както и уменията ѝ на певица, текстописка и артист. Албумът е описан като първообраз на албумите от късните 80 и ранните 90 години на XX век. Някои от рецензиите отбелязват липсата на величие и дълбочина на посланието в песните. Въпреки това в търговско отношение "True Blue" е успешен, като достига върховете на класациите, включително и на тези в САЩ, Обединеното Кралство, Австралия, Канада, Франция, Германия, Италия, както и в други европейски страни. По света продажбите са в размер на над 42,5 млн копия към 2023 година., 7 от които – в САЩ, което му спечелва 7 пъти платинен статус от RIAA.
Пет сингъла са пуснати от албума: Live to Tell, Papa Don't Preach, Open Your Heart, които достигат челната позиция на класацията Billboard Hot 100, True Blue и La Isla Bonita. С тези сингли и видеоклиповете към тях Мадона променя имиджа си от „момчешка играчка“ към по изтънчен и зрял. "Papa Don't Preach" предизвиква медийна полемика, като някои критици я порицават за окуражаване на бременността при тийнейджърите, докато други я поздравяват за нейното мнение в подкрепа на живота. Видеоклипът към "Open Your Heart" е критикуван за това, че показва как непълнолетно момче посещава стриптийз клуб. През 2006 г. по време на Confessions Tour изпълнението на Live to Tell, което включва Мадона, висяща от кръст и носеща трънен венец, предизвиква медийна шумотевица, а религиозните групи го заклеймяват като богохулство. True Blue е смятан за албумът, направил Мадона суперзвезда. Той осигурява място на Мадона сред музикалните звезди от 80-те.

## Списък на песните

### Оригинален траклист
1. "Papa Don't Preach" – 4:29
2. "Open Your Heart" – 4:13
3. "White Heat" – 4:40
4. "Live to Tell" – 5:52
5. "Where's the Party" – 4:21
6. "True Blue" – 4:18
7. "La Isla Bonita" – 4:02
8. "Jimmy Jimmy" – 3:55
9. "Love Makes the World Go Round" – 4:35

### 2001 ремастерирана версия
1. "True Blue" (The Color Mix) – 6:40
2. "La Isla Bonita" (Extended Remix) – 5:27